# ТТ-4

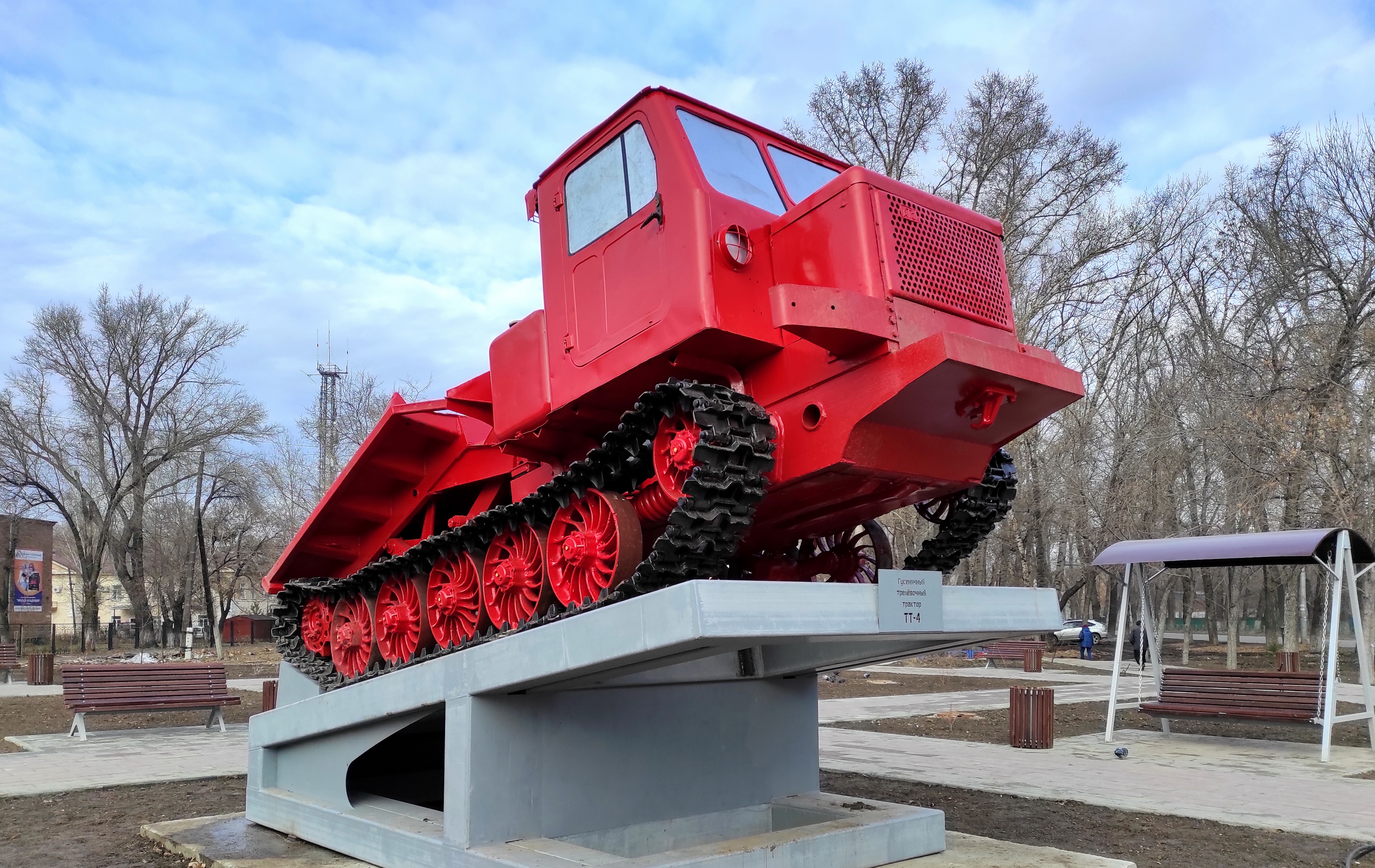
Гусеничный трелёвочный трактор ТТ- 4

ТТ-4 — советский гусеничный трелёвочный трактор тягового класса 4 т, выпускавшийся Алтайским тракторным заводом. Предназначен для чокерной трелевки леса путём формирования пакета хлыстов или деревьев и транспортирования их в полупогруженном состоянии.

## Конструкция
Трактор имеет переднее расположение кабины и двигателя (двигатель расположен внутри кабины). Кабина двухместная. Сиденье тракториста расположено слева от двигателя. Рабочее оборудование размещено сзади. Ведущий мост задний. Рама трактора имеет защитное днище. Рабочее оборудование – двухскоростная лебедка с тягой 12 тс. и 9 тс., погрузочный щит. Максимально допустимая нагрузка на щит – 6 тонн. Трансмиссия состоит из сцепления, коробки передач, заднего моста, конечных передач и раздаточной коробки распределяющей мощность от двигателя на коробку передач и редуктор лебедки. Коробка передач – реверсивная, обеспечивает 8 скоростей вперед, 4 назад. Подвеска трактора балансирная с четырьмя каретками по две на каждый борт. Передние каретка объединяют по два, а задние по три катка.

## Модификации и машины на базе
Модификации:
- ТТ-4М — кабина трапециевидной формы смещена влево. Двигатель расположен справа от кабины.

Машины на базе:
- ЛТ-187 — трелёвочный бесчокерный трактор.
- ЛТ-188 — трактор-лесопогрузчик челюстной.[1]
- УБСР-25 (Установка Буровая Самоходная "Разведчик-25") — буровая установка для бурения скважин большого диаметра.[2]
- ЛТ-72Б — погрузчик-штабелер на базе гусеничного шасси ТТ-4М.[3]
- ЛП-33Б — сучкорезная машина на безе трактора ТТ-4М-01.[4]
- КС-5671 — гусеничный кран, грузоподъёмностью 25 тонн на высоту до 20,5 м (27,4 м с удлинителем).[5]
- КС-4671 — гусеничный кран, грузоподъёмностью 25 тонн на высоту до 20,5 м (27,4 м с удлинителем).[6]

## Изображения ТТ-4, ТТ-4М и машин на их базе

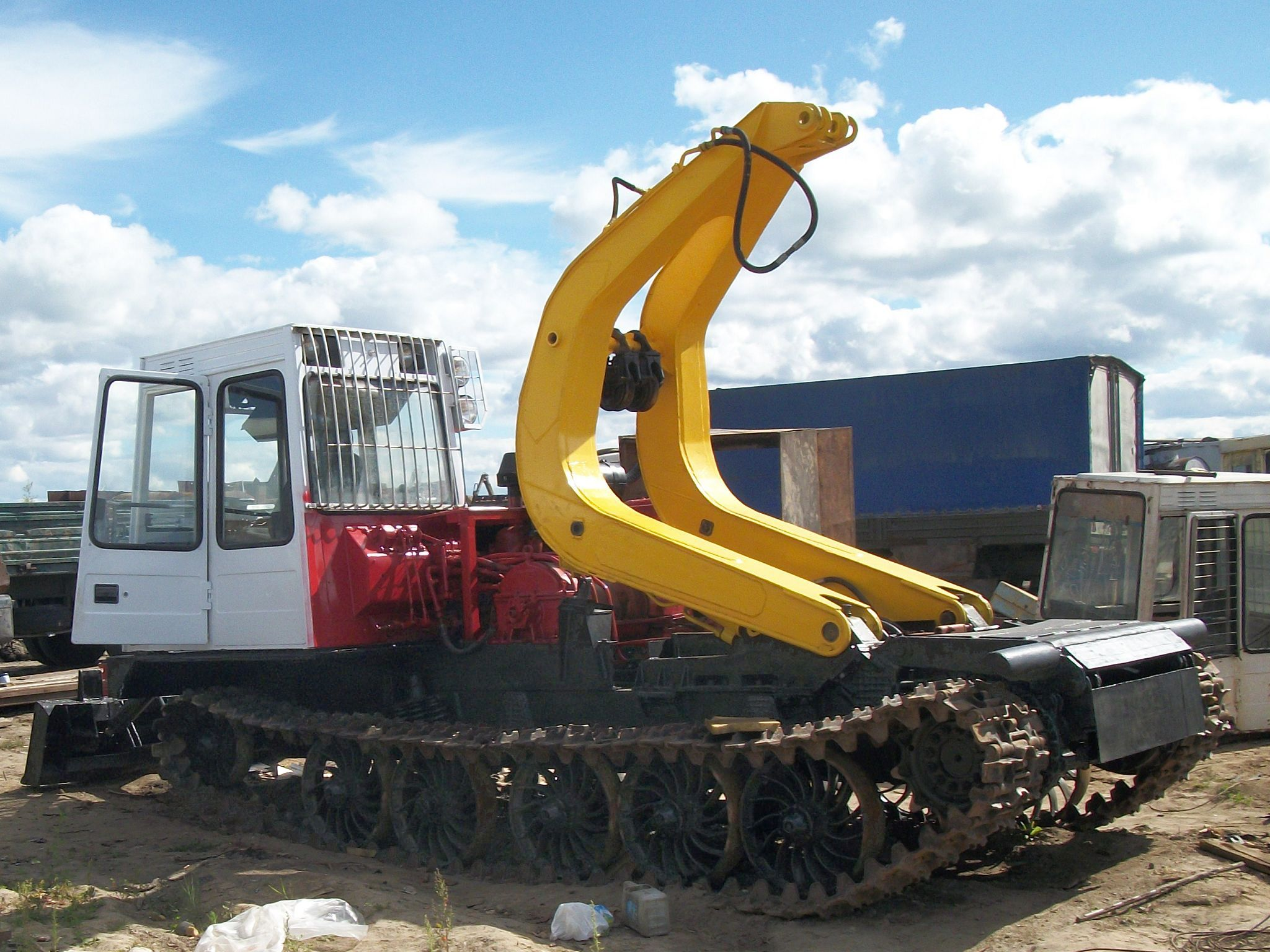
Трактор для бесчокерной трелевки леса ЛТ-187 на шасси ТТ-4М. Гидрозахват снят.